# جافاريل
جافاريل (بالفرنسية: Gavrelle)‏ هي بلدية تقع في إقليم باد كاليه من منطقة نور با دو كاليه في شمال فرنسا. تبلغ مساحة هذه المدينة 9.02 (كم²)، وترتفع عن سطح البحر 61 م، يبلغ عدد سكانها 475 نسمة حسب إحصاء المعهد الوطني للإحصاء والدراسات الاقتصادية سنة 2009 م. وترأس Vincent Théry البلدية خلال فترة (2008-2014).